# 黑沙蒿
黑沙蒿（学名：Artemisia ordosica）又名沙蒿、鄂尔多斯蒿、油蒿、籽蒿，是菊科蒿属的植物，为中国的特有植物。分布在中国大陆的陕西、内蒙古、山西、宁夏、甘肃、新疆、河北等地，生长于海拔1,500米的地区，多生长于荒漠与半荒漠地区的流动与半流动沙丘及固定沙丘上，目前尚未由人工引种栽培。